# Іван Луц
Іван Луц — хорватський автор наукової фантастики і фізик. Спочатку він публікував новели, а потім написав свій перший роман,  хорв. Зовите ју Земља (Назвіть це — Земля).

## Біографія
Закінчив фізичний факультет в Осієку. Захистив диплом на тему «Невирішені проблеми в новій космології» в 2004 році. Працює в середній школі в Славонському Броді вчителем фізики.
Член астрономічного товариства «Хеа-х» і NF клубу «Оріон» зі Славонського Броду. Один з ініціаторів створення серії фантастичних колекцій оповідання «Марсонік», яка публікується двічі на рік і об'єднує письменників Західних Балкан у цьому жанрі. Один з організаторів регіональної NF Конвенції «Марсонікон» у Славонському Броді.

## Публікації
Короткі розповіді були опубліковані в Хорватії у збірниках «Марсонік» 1,2,3. Це колекція на тему демократії та журналу «Сіріус Б».
Його перший роман було опубліковано у виданні «Чарівна книга» у Белграді 2013 року.